# Gaffes et gadgets
Gaffes et gadgets est l'album 0 dans les rééditions de la série Gaston. Sorti en 1985 aux éditions Dupuis, il reprend le contenu du premier album 0 de la série originale plus des inédits. Il est coréalisé avec Jidéhem et Yvan Delporte.
Le contenu de cet album est repris quasiment à l'identique (le dessin introductif a été changé, et la préface est absente) dans le premier tome de la série de 1997, à l'occasion du 40e anniversaire du personnage. L'année suivante, cette même série est republiée avec une nouvelle colorisation. Puis en 2009, elle est de nouveau reprise en rajoutant des titres et des couvertures, le premier volume étant alors intitulé Les Archives de Lagaffe.

## Les personnages
- Gaston Lagaffe
- Spirou
- Fantasio
- Mélanie Molaire
- Yvan Delporte

## Anecdotes
Le rédacteur en chef de l'époque du journal de Spirou et coauteur de l'album fait une apparition au détour d'une case d'un gag (Gag No 9).